# Murillo de Río Leza
Murillo de Río Leza is een gemeente in de Spaanse provincie en regio La Rioja met een oppervlakte van 46,06 km². Murillo de Río Leza telt 1.683 inwoners (1 januari 2016).